# Hôtel Matignon

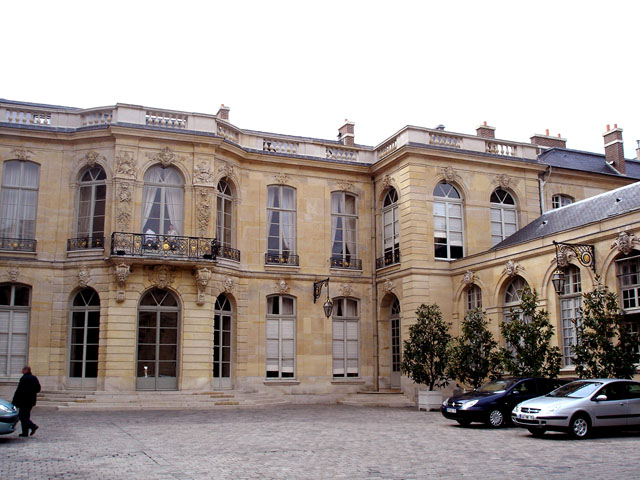
Hôtel Matignon, sede do primeiro-ministro da França

O Hôtel Matignon (pronúncia francesa: [o.tɛl ma.ti.ɲɔ]) é a residência oficial do primeiro-ministro da França. O prédio está localizado no 7º arrondissement de Paris, França.

## Historia
O Hôtel Matignon encontra-se situado na Rue de Varenne N° 57 e foi concebido pelo arquiteto Jean Courtonne a partir de 1722, tendo sido ocupado por inúmeros proprietários antes de ser um dos símbolos da República francesa. O palácio, além do prédio majestoso e ricamente mobilado, tem um grande jardim particular. O edifício já pertenceu a Talleyrand e até ao próprio Napoleão Bonaparte, e também abrigou o general de Gaulle durante a Segunda Guerra Mundial.